# Безьдзядка
Безьдзядка (пол. Bieździadka) — село в Польщі, у гміні Колачиці Ясельського повіту Підкарпатського воєводства.
Населення — 1425 осіб (2011).

## Демографія
Демографічна структура станом на 31 березня 2011 року:
|          | Загалом | Допрацездатний вік | Працездатний вік | Постпрацездатний вік |
| -------- | ------- | ------------------ | ---------------- | -------------------- |
| Чоловіки | 723     | 193                | 468              | 62                   |
| Жінки    | 702     | 176                | 380              | 146                  |
| Разом    | 1425    | 369                | 848              | 208                  |